# Antena de Oro 1985
La XV Edició dels Premis Antena de Oro, concedits per la Federació d'Associacions de Professionals de Ràdio i Televisió el 25 de juny de 1985 i que no es concedien des del 1974, va guardonar:

## Televisió
- Narciso Ibáñez Serrador, per Un, dos, tres... responda otra vez.
- Concha Velasco, per Teresa de Jesús, de TVE.
- Àngel Casas, per Àngel Casas Show, de TV3.
- Fernando Méndez-Leite Serrano, per La noche del cine español, de TVE.
- Estoc de pop, de TV3.
- Xabier Urroz, director de Zopa Haundi, d'ETB.
- Antonio Salmoral, per Agonía de Paquirri, de TVE.

## Ràdio
- Juan Vila, de Radio Cadena Española a Vigo, per "la informació més destacada i veraç" pel seu programa informatiu sobre les eleccions municipals emès el 8 de maig de 1983.

## Altres
- Leonard Bernstein pels programes de TVE Bernstein-Beethoven.
- José Luis García Alonso, premi al «personatge de major impacte».